# تجربة كنتلر
كانت تجربة Kentler تجربة أجراها عالم الجنس الألماني هيلموت كنتلر في ألمانيا الغربية حيث تم تسليم الأطفال الأيتام أو المضطربين إلى مشتهي الأطفال  تم تمويل التجربة من قبل مجلس الشيوخ الألماني  وحظيت بدعم الحزب الاشتراكي الديمقراطي الألماني (SPD)  والعديد من المثقفين اليساريين .
كان الطبيب الألماني "هيلموت كنتلر" اسماً لامعاً في ألمانيا الغربية؛ إذ كان أستاذاً للتربية الجنسية فيالستينيات والسبعينيات، ومارس عمله خبيراً قضائياً وخبيراً في النشاط الجنسي للأطفال والمراهقينوحصل على التقدير في الأوساط المهنية بسبب أبحاثه في المجال وما نشره من مؤلفات.
من 1979 إلى 1982، تولى كنتلر منصب رئيس "الجمعية الألمانية للبحوث الجنسية الاجتماعية العلمية"،وبعد ذلك كان عضواً في المجلس الاستشاري لاتحاد العلوم الإنسانية.وبرز اسمه خلال عمله مع المراهقين والشباب، خلال السنوات الخمس التي قضاها في العمل فوعمل كنتلر أيضاً مستشاراً نفسياً لقضايا الشرطة، وانتشرت دعوته التي نشرها في رسالته عام 1975للتربية الجنسية التحررية في المنزل، وأصبح كنتلر اسماً له وزنه ومكانته العلمية في التربية الجنسية

## تجربة
في نهاية الستينيات، أقنع كنتلر بحكم اسمه المعروف، الحكومة المحلية في برلين، بتمويل مشروع رعاية
اجتماعية للأطفال والمراهقين الذين كانوا بحاجة لدور رعاية مؤقتة أو دائمة.
وأقنع كنتلر المسؤولين أن يقوم بنفسه بالإشراف على المشروع، وأُطلق عليه فيما بعد اسم "مشروع كنتلر".
ابتداءً من عام 1969 وعلى مدى 30 عاماً، سلمت سلطات الرعاية الاجتماعية في برلين الغربية مئات الأطفال والمراهقين، إلى الدكتور كنتلر، والذي كان بدوره يوزَّعهم على دور الرعاية، وكان كنتلر يعلن في أطروحاته، أن نتائج التجربة كانت مذهلة على الصعيد النفسي للأطفال.
وأن مشروعه وفر للمراهقين والأطفال المصابين بصدمات نفسية، "مرساة اجتماعية" بينما منح القائمين على دور الرعاية، فرصة ليصبحوا آباء حاضنين محبين، وتم تكريم كنتلر عدة مرات من قبل السلطات في برلين.
لكن حقيقة المشروع كانت مفزعة، فالقائمون على دور الرعاية تلك، لم يكونوا سوى مجموعة من المتحرشين ومشتهي الأطفال، وبعضهم كانت له سوابق، ومعروف لدى السلطات ارتكابهم الاعتداءات الجنسية على الأطفال.
وكان أولئك المتحرشون يحصلون على بدل رعاية مالي منتظم من الحكومة، وكان كنتلر قد تعمَّد وضعالأطفال تحت رعاية أولئك الأشخاص، الذي كانو يقيمون معهم علاقات جنسية.وتذكر صحيفة "The New Yorker" أن "كنتلر" قال في مناقشة تجربته: "لقد اعتنينا بهذه العلاقاتونصحنا بها بشكل مكثف للغاية".

## عواقب
في أعقاب الشكاوى ، قرر مجلس الشيوخ الألماني الشروع في تحقيق ، وأصدرت جامعة هيلدسهايم تقريرًا دون أن تتمكن من تحديد عدد الأشخاص المتضررين بدقة.وأخيراً تم تعويض العديد من الضحايا من قبل الدولة 